# نصرالدین الشغیل
نصرالدین الشغیل (انگلیسی: Nasr Eldin El Shigail؛ زادهٔ ۷ آوریل ۱۹۸۵) بازیکن فوتبال اهل سودان است.
از باشگاه‌هایی که در آن بازی کرده‌است می‌توان به باشگاه فوتبال المریخ اشاره کرد.
وی همچنین در تیم ملی فوتبال سودان بازی کرده‌است.